# Grande Prêmio da Hungria de 2006
Resultados do Grande Prêmio da Hungria de Fórmula 1 realizado em Hungaroring em 6 de agosto de 2006. Décima terceira etapa do campeonato, foi vencido pelo britânico Jenson Button, da Honda, que subiu ao pódio junto a Pedro de la Rosa, da McLaren-Mercedes, e também  Nick Heidfeld, da BMW Sauber.

## Resumo
- Estreia de Robert Kubica na Fórmula 1, o qual substituiu o campeão mundial, Jacques Villeneuve.[4][5]
- Primeira vitória de Jenson Button na Fórmula 1 e sendo a última vitória da equipe Honda.
- Único pódio de Pedro de la Rosa.
- Logo na sua primeira corrida de estreia na Fórmula 1, Robert Kubica foi desclassificado da 7ª posição depois de ser provado que sua BMW Sauber estava 2 kg abaixo do peso permitido.

## Pilotos de sexta-feira
| Construtor          | N° | Piloto            |
| ------------------- | -- | ----------------- |
| Williams-Cosworth   | 35 | Alexander Wurz    |
| Honda               | 36 | Anthony Davidson  |
| Red Bull-Ferrari    | 37 | Robert Doornbos   |
| BMW Sauber          | -  | nenhum            |
| Midland-Toyota      | 39 | Markus Winkelhock |
| Toro Rosso-Cosworth | 40 | Neel Jani         |
| Super Aguri-Honda   | -  | nenhum            |

## Classificação da prova

### Treinos classificatórios
| Pos.   | Nº | Piloto               | Equipe              | Q1       | Q2       | Q3       | Grid | Notas      |
| ------ | -- | -------------------- | ------------------- | -------- | -------- | -------- | ---- | ---------- |
| 1      | 3  | Kimi Räikkönen       | McLaren-Mercedes    | 1:20.080 | 1:19.704 | 1:19.599 | 1    |            |
| 2      | 6  | Felipe Massa         | Ferrari             | 1:19.742 | 1:19.504 | 1:19.886 | 2    |            |
| 3      | 11 | Rubens Barrichello   | Honda               | 1:21.141 | 1:19.783 | 1:20.085 | 3    |            |
| 4      | 12 | Jenson Button        | Honda               | 1:20.820 | 1:19.943 | 1:20.092 | 14   | [ nota 2 ] |
| 5      | 4  | Pedro de la Rosa     | McLaren-Mercedes    | 1:21.288 | 1:19.991 | 1:20.117 | 4    |            |
| 6      | 9  | Mark Webber          | Williams-Cosworth   | 1:21.335 | 1:20.047 | 1:20.266 | 5    |            |
| 7      | 7  | Ralf Schumacher      | Toyota              | 1:21.112 | 1:20.243 | 1:20.759 | 6    |            |
| 8      | 2  | Giancarlo Fisichella | Renault             | 1:21.370 | 1:20.154 | 1:20.924 | 7    |            |
| 9      | 8  | Jarno Trulli         | Toyota              | 1:21.434 | 1:20.231 | 1:21.132 | 8    |            |
| 10     | 17 | Robert Kubica        | BMW Sauber          | 1:20.891 | 1:20.256 | 1:22.049 | 9    |            |
| 11     | 16 | Nick Heidfeld        | BMW Sauber          | 1:21.437 | 1:20.623 |          | 10   |            |
| 12     | 5  | Michael Schumacher   | Ferrari             | 1:21.440 | 1:20.875 |          | 11   |            |
| 13     | 14 | David Coulthard      | Red Bull-Ferrari    | 1:21.163 | 1:20.890 |          | 12   |            |
| 14     | 15 | Christian Klien      | Red Bull-Ferrari    | 1:22.027 | 1:21.207 |          | 13   |            |
| 15     | 1  | Fernando Alonso      | Renault             | 1:21.792 | 1:21.364 |          | 15   |            |
| 16     | 18 | Tiago Monteiro       | Midland-Toyota      | 1:22.009 | 1:23.767 |          | 16   |            |
| 17     | 20 | Vitantonio Liuzzi    | Toro Rosso-Cosworth | 1:22.068 |          |          | 17   |            |
| 18     | 10 | Nico Rosberg         | Williams-Cosworth   | 1:22.084 |          |          | 18   |            |
| 19     | 21 | Scott Speed          | Toro Rosso-Cosworth | 1:22.317 |          |          | 20   | [ nota 3 ] |
| 20     | 22 | Takuma Sato          | Super Aguri-Honda   | 1:22.967 |          |          | 19   |            |
| 21     | 19 | Christijan Albers    | Midland-Toyota      | 1:23.146 |          |          | 22   | [ nota 2 ] |
| 22     | 23 | Sakon Yamamoto       | Super Aguri-Honda   | 1:24.016 |          |          | 21   |            |
| Fonte: |    |                      |                     |          |          |          |      |            |

### Corrida

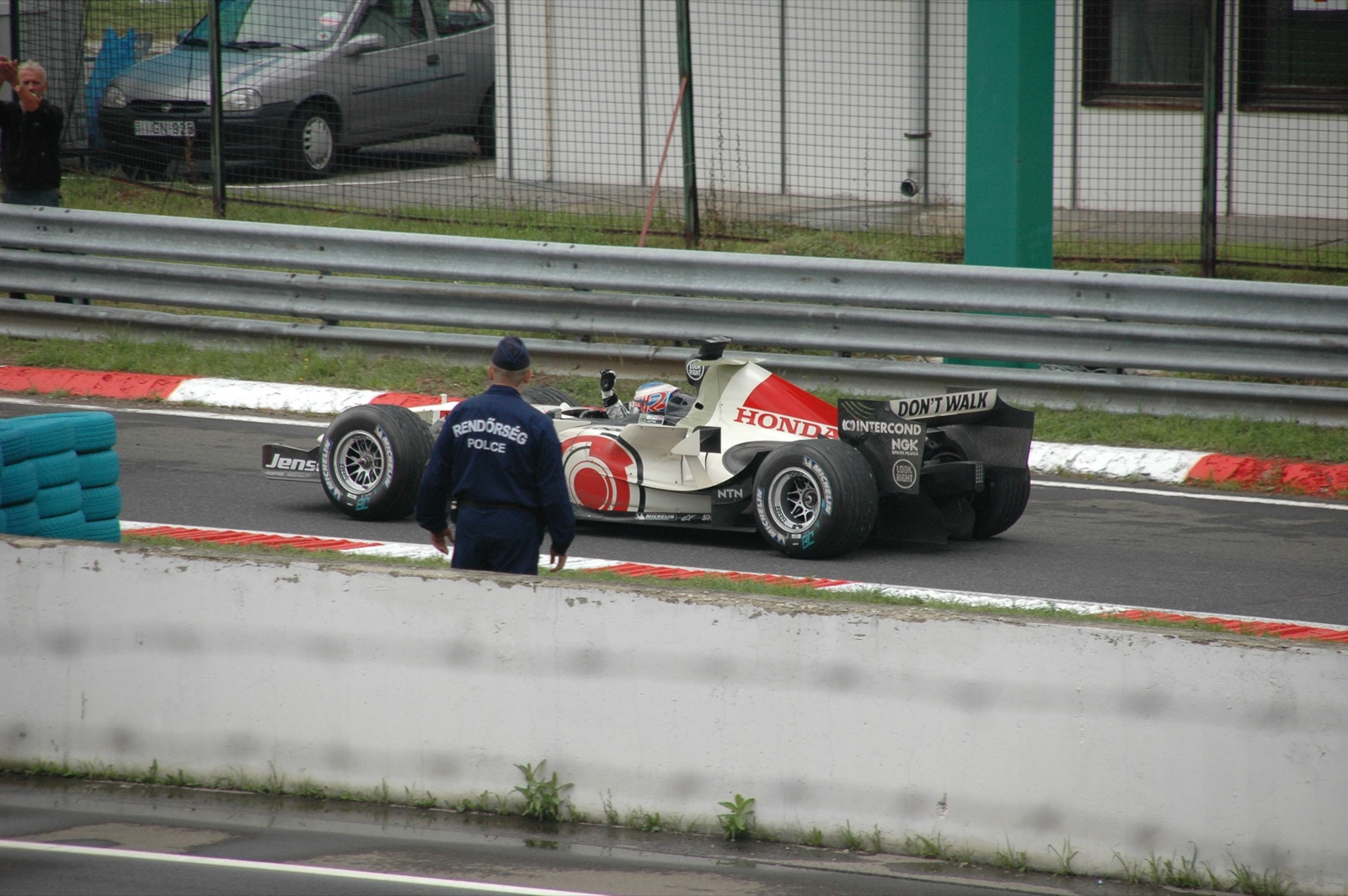
Button voltando para os boxes após a vitória.

| Pos.   | Nº | Piloto               | Construtor          | Voltas | Tempo/Diferença  | Grid | Pontos     |
| ------ | -- | -------------------- | ------------------- | ------ | ---------------- | ---- | ---------- |
| 1      | 12 | Jenson Button        | Honda               | 70     | 1:52:20.941      | 14   | 10         |
| 2      | 4  | Pedro de la Rosa     | McLaren-Mercedes    | 70     | + 30.837         | 4    | 8          |
| 3      | 16 | Nick Heidfeld        | BMW Sauber          | 70     | + 43.822         | 10   | 6          |
| 4      | 11 | Rubens Barrichello   | Honda               | 70     | + 45.205         | 3    | 5          |
| 5      | 14 | David Coulthard      | Red Bull-Ferrari    | 69     | + 1 volta        | 12   | 4          |
| 6      | 7  | Ralf Schumacher      | Toyota              | 69     | + 1 volta        | 6    | 3          |
| 7      | 6  | Felipe Massa         | Ferrari             | 69     | + 1 volta        | 2    | 2          |
| DSQ    | 17 | Robert Kubica        | BMW Sauber          | 69     | Desclassificado  | 9    | [ nota 4 ] |
| 8      | 5  | Michael Schumacher   | Ferrari             | 67     | Danos de colisão | 11   | 1          |
| 9      | 18 | Tiago Monteiro       | Midland-Toyota      | 67     | + 3 voltas       | 16   |            |
| 10     | 19 | Christijan Albers    | Midland-Toyota      | 67     | + 3 voltas       | 22   |            |
| 11     | 21 | Scott Speed          | Toro Rosso-Cosworth | 66     | + 4 voltas       | 20   |            |
| 12     | 8  | Jarno Trulli         | Toyota              | 65     | Motor            | 8    |            |
| 13     | 22 | Takuma Sato          | Super Aguri-Honda   | 65     | + 5 voltas       | 19   |            |
| Ret    | 1  | Fernando Alonso      | Renault             | 51     | Porca da roda    | 15   |            |
| Ret    | 3  | Kimi Räikkönen       | McLaren-Mercedes    | 25     | Colisão          | 1    |            |
| Ret    | 20 | Vitantonio Liuzzi    | Toro Rosso-Cosworth | 25     | Danos de colisão | 17   |            |
| Ret    | 10 | Nico Rosberg         | Williams-Cosworth   | 19     | Pane elétrica    | 18   |            |
| Ret    | 2  | Giancarlo Fisichella | Renault             | 18     | Acidente         | 7    |            |
| Ret    | 15 | Christian Klien      | Red Bull-Ferrari    | 6      | Rodou            | 13   |            |
| Ret    | 9  | Mark Webber          | Williams-Cosworth   | 1      | Rodou            | 5    |            |
| Ret    | 23 | Sakon Yamamoto       | Super Aguri-Honda   | 0      | Motor            | 21   |            |
| Fonte: |    |                      |                     |        |                  |      |            |

## Tabela do campeonato após a corrida
| Pos.   | Piloto               | Pontos |
| ------ | -------------------- | ------ |
| 1      | Fernando Alonso      | 100    |
| 2      | Michael Schumacher   | 90     |
| 3      | Felipe Massa         | 52     |
| 4      | Giancarlo Fisichella | 49     |
| 5      | Kimi Räikkönen       | 49     |
| Fonte: |                      |        |

| Pos.   | Construtor       | Pontos |
| ------ | ---------------- | ------ |
| 1      | Renault          | 149    |
| 2      | Ferrari          | 142    |
| 3      | McLaren-Mercedes | 85     |
| 4      | Honda            | 52     |
| 5      | BMW Sauber       | 26     |
| Fonte: |                  |        |

- Nota: Somente as primeiras cinco posições estão listadas.